# Isoglossa ventricosa
Isoglossa ventricosa är en akantusväxtart som beskrevs av I.Darbysh.. Isoglossa ventricosa ingår i släktet Isoglossa och familjen akantusväxter. Inga underarter finns listade i Catalogue of Life.